# Eriogonum tumulosum
Eriogonum tumulosum là một loài thực vật có hoa trong họ Rau răm. Loài này được (Barneby) Reveal mô tả khoa học đầu tiên năm 1972.